# Limpiaparabrisas

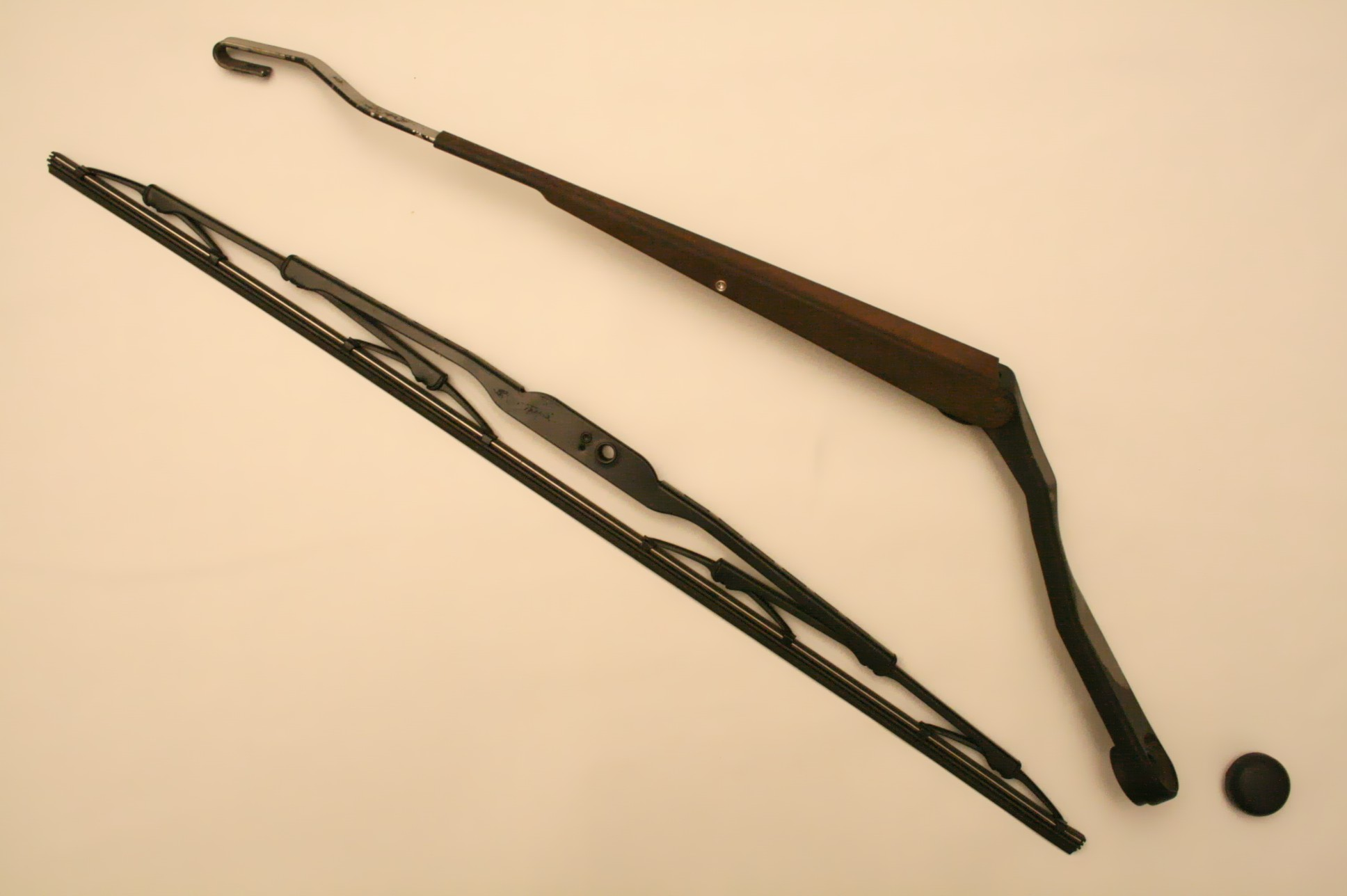
Cuchilla y brazo de un limpiaparabrisas común

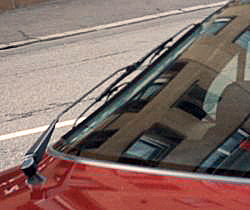
Limpiaparabrisas en un automóvil estacionado

Un limpiaparabrisas, frecuentemente referidos de forma incorrecta como «parabrisas», es un dispositivo utilizado para barrer la lluvia y basura del parabrisas de un vehículo o medio de locomoción.
La gran mayoría de los automóviles están provistos de limpiaparabrisas, a menudo en cumplimiento de disposiciones legales. Existen limpiaparabrisas en automóviles, autobuses, tranvías, locomotoras, aviones y barcos. Algunos automóviles tienen un dispositivo parecido para limpiar los faros delanteros. 
El dispositivo consiste de un brazo, que puede girar en torno a uno de sus extremos y con un largo borde de goma adosado a uno de sus lados. El brazo es movido en sentido oscilatorio sobre el vidrio, desplazando el agua de la superficie. Por lo general es posible modificar la velocidad, con varias velocidades predefinidas y por lo general una «intermitente» para condiciones en que la lluvia es escasa. La mayoría de los automóviles poseen dos brazos radiales y muchos vehículos comerciales están provistos de uno o más brazos tipo pantógrafos. Mercedes-Benz desarrolló el diseño de un sistema con un único brazo que permite realizar una mejor cobertura de las esquinas superiores del parabrisas y se retrotrae al final y zona media de su trayectoria, en lo que es un patrón de movimiento en forma de «W».
Hay algunos vehículos que solamente tienen un brazo central que puede abarcar 180°, caso de los vehículos Fiat Duna y Fiat Uno.
Algunos vehículos tienen un dispositivo similar de solamente un brazo más pequeño ubicado en la parte trasera, el cual se le conoce como "limpiaparabrisas trasero" o "limpialuneta trasero" en España.

## Inventora
Mary Anderson parece ser el personaje olvidado de la historia mundial del automóvil, ausente en la mayoría de las recopilaciones que intentaron reconstruirla. La prueba está en que en los años 1990 investigaciones vinculadas a las mujeres inventoras han revelado esta historia tan particular. La de una estadounidense quien creó el limpiaparabrisas cuando ni siquiera los automóviles eran populares en 1905.
Sin proponérselo, empezó a formar parte del selecto grupo de transgresoras que pudieron terminar definitivamente con la medida que obligaba a las mujeres a registrar sus creaciones a nombre de sus esposos, padres o hermanos.

## Un viaje a la inventiva
Mary Anderson, nacida en 1866, quien vivía en Alabama, Estados Unidos, decidió tomarse un tiempo para recorrer Nueva York en el invierno de 1903. Tomó el tranvía y notó que en todo el recorrido el conductor debía detenerse y salir continuamente a limpiar la suciedad, el agua y el hielo que se impregnaban en el parabrisas. Eso hacía perder tiempo a todos, al propio conductor y a los viajeros. Un día después del primer paseo, hizo un bosquejo de un diagrama del dispositivo de barrido elemental. Ya de regreso a Alabama, empezó a idearlo. Ese año, obtuvo la patente por un diseño simple (sin brazo) que consistía en una palanca dentro del vehículo que movía una cuchilla de hule en el exterior sobre el parabrisas, con un resorte que le permitía regresar a su posición original. En ese entonces, ya existían otros diseños de limpiaparabrisas, pero el modelo de Mary es el primer diseño que funcionó adecuadamente.
En 1904, consiguió una lámina de goma resistente y la unió a un brazo metálico por medio de resortes. Ingenió una conexión para poder accionarlo desde el interior mediante una palanca. Cuando ésta fuera tirada, las láminas se desplazarían a través del vidrio una y otra vez hasta la posición original, como sucede con los actuales más convencionales, aunque la diferencia se basa en la ubicación y el número de brazos. Su sistema tenía un único brazo sostenido en la parte superior y en el centro del vidrio.
Después de hacer varios diseños preliminares, ella misma lo probó, pero no en un automóvil, sino en un tranvía.
Le llevó casi dos años convencerse de registrar esta idea mientras seguía con sus pruebas en los vehículos. Sobre todo, cuando se vio abrumada por las advertencias de sus allegados y los rechazos categóricos de supuestos «especialistas» de la incipiente industria automotriz, que profetizaban que el movimiento de los limpiaparabrisas «distraería con facilidad a los conductores» y que «provocaría accidentes».
En medio de su lucha para obtener la patente, apareció en escena Henry Ford, quien tomó contacto con este invento, al parecer, sin tener relación con Anderson. Fiel a su destino innovador, interpretó su utilidad, que en un principio probó en los Ford T con parabrisas. En 1905, a fuerza de pruebas superadas, se reconoció la patente.
Más tarde, a partir de 1908, todos los Ford salieron con este dispositivo y, desde 1916, fue equipamiento común en todos los automóviles norteamericanos. Los investigadores confirman que esta mujer tenía 39 años cuando lo inventó y no utilizó su creación para obtener beneficios.
Murió en 1953 a los 87 años en Alabama.

## Lavaparabrisas
El lavaparabrisas es un sistema que inyecta un líquido en el parabrisas para que el limpiaparabrisas lo desplace por la superficie para limpiar suciedades.
El documento más antiguo que se conoce sobre el lavaparabrisas, apareció en la revista estadounidense Popular Mechanics en febrero de 1931, desarrollado por Richland Auto Parts Co. en Mansfield (Ohio). El piloto de carreras y mecánico uruguayo Héctor Suppici Sedes, desarrolló un lavaparabrisas mediante una bomba de agua.

## Limpiaparabrisas intermitente
En 1964 el doctor en ingeniería eléctrica Robert Kearns, inventó y patentó una decisiva mejora, el limpiaparabrisas intermitente. Este invento era necesario porque el limpiaparabrisas continuo dificultaba la visibilidad durante la conducción en ciertas ocasiones. El nuevo invento limpiaba rápidamente el parabrisas, hacía una pausa de unos 4 segundos y volvía a limpiarlo rápidamente.
Kearns le presentó a la Ford el invento con el objetivo de producir y distribuir el parabrisas, pero en su lugar fue copiado por esta marca, por Chrysler, General Motors y Mercedes-Benz. A consecuencia de esta copia, Ford tuvo que pagar a Kearns US$10 000 000 y a Chrysler US$15 000 000 por infracción de patentes.
Para más señas sobre este caso, ha sido trasladado a la gran pantalla con la película de 2008 Destellos de genio.